# ايفير غرين (ماركيز)
مبنى ايفير غراند Evergrande هي ، شركة تصنيع سيارات صينية متخصصة في تطوير السيارات الكهربائية.

## تاريخ الشركة
تأسست شركة ايفير غرين في 28 أغسطس 2019 ، وتقع في الصين والسويد . يتم إنتاج جميع سياراتهم بواسطة marques تأسست. في يوم الافتتاح ، عرضوا 15 سيارة كهربائية نقية من جميع العلامات التجارية الثلاثة. لقد دخلوا أيضًا في شراكة مع العديد من العلامات التجارية الأوروبية الناجحة للمركبات الكهربائية للمساعدة في إنتاج وتمويل وبناء.

## ماركيز
أسس ايفير غرين ثلاث من ماركيز هي، 
- NEVS [6]
- كوينيجسيج [7]
- هنغتشي [8]